# Kool G Rap
Натаниэль Томас Уилсон (англ. Nathaniel Thomas Wilson), более известный под псевдонимом Kool G Rap — американский рэпер из Квинсбриджа, один из представителей «Золотой эры хип-хопа». Он начал свою музыкальную карьеру в середине 1980-х в качестве участника дуэта Kool G Rap & DJ Polo и группы Juice Crew. Его часто называют одним из талантливейших MC всех времен, одним из пионеров хардкор-рэпа, основателем мафиозо-рэпа и первым рэпером, использовавшим современные формы речитатива. Букву «G» в своем псевдониме он расшифровывал как сокращенное «Giancana», позже — как «Genius».
Kool G Rap оказал огромное влияние на творчество многих хип-хоп исполнителей последующих поколений, таких как Eminem, Nas, Jay-Z, Big Pun, RZA и других.

## Биография

### Ранние годы
Уилсон родился в районе Корона Нью-Йорка и жил на одной улице с будущим продюсером Eric B. В интервью журналу The Source рэпер говорил о том, что у него была трудная молодость, о бедности, в которой он рос, о пристрастии к наркотическим веществам ещё с детства. После знакомства с Eric B. Kool G Rap познакомился с DJ Polo, который искал MC для совместной работы.

### Kool G Rap & DJ Polo
Продюсеры группы Juice Crew Mr. Magic и Marley Marl, знакомые с DJ Polo, предложили дуэту записать песню, которая была названа «It’s a Demo». Трек был записан всего за одну ночь, и Марли был настолько поражен умениями молодых исполнителей, что предложил им стать членами Juice Crew. Вскоре после этого дуэт выступил на радио (при помощи Mr. Magic), а позже переделал трек «It’s a Demo» в сингл «I’m Fly». Дуэт записывался с другими участниками Juice Crew, он затем выпустил дебютный альбом Road to the Riches, который ныне признается классикой хип-хопа, как и следующие релизы — Wanted: Dead or Alive и Live and Let Die. В 1993 году дуэт распался.

### Сольная карьера
В 1995 году Kool G Rap выпустил дебютный сольник 4,5,6, где в качестве гостей присутствовали Nas и MF Grimm; альбом занял 24-е место в чарте Billboard 200. В 1998 году вышел альбом Roots of Evil. Рэпер объявил, что его следующая работа — The Giancana Story — выйдет в 2000 году на Rawkus Records, но выход релиза задержался на 2 года из-за проблем с лейблом. Сингл с этого альбома — «My Life» — занял 5-ю строчку в US Billboard Hot 100. В 2008 году G Rap выпустил EP Half a Klip, продюсерами которого выступили DJ Premier и Marley Marl.
Последние работы рэпера критикуются в основном за отход от норм традиционного хип-хопа.
Хотя Kool G Rap всегда пользовался уважением в хип-хоп-сообществе благодаря своим способностям исполнения, он не стал мейнстримным исполнителем в отличие от Biz Markie или Big Daddy Kane, его товарищей по Juice Crew, и оставался в андеграунде.

## Влияние

### Оценка творчества
Kool G Rap — один из ярчайших представителей «Золотой эры хип-хопа» хип-хопа. Журналист Питер Шапиро пишет, что G Rap является предшественником творчества таких рэперов, как Nas, Biggie Smalls и многие другие. Рэпер Kool Moe Dee называет Уилсона предшественником таких артистов, как The Notorious B.I.G., Jay-Z, Treach, N.O.R.E., Fat Joe, Big Pun и многих других исполнителей хардкор-рэпа, а также признает его одним из лучших MC своего времени. MTV называет Уилсона «крестным отцом хип-хопа», а Rolling Stone — основоположником «хип-хопа Квинсбриджа», где он был предшественником Nas и Mobb Deep.
Влияние Уилсона как MC признавали многие рэперы, в том числе: The Notorious B.I.G., Eminem, Jay-Z, Vinnie Paz из Jedi Mind Tricks, Havoc из Mobb Deep, Black Thought из Roots, M.O.P., Bun B из UGK, RZA и Raekwon из Wu-Tang Clan, Kurupt, Pharoahe Monch и Twista,, а также многие другие.
Также очень ценятся лирические способности рэпера; его часто ставят в один ряд с KRS-One и Big Daddy Kane как ярчайших представителей «золотой эры». В треке «Encore» Jay-Z читает «hearing me rap is like hearing G Rap in his prime», сравнивая свой уровень как MC с уровнем Уилсона. Allmusic назвал его «легендой» и «мастером». Некоторые рэперы (Ice Cube, Rakim, Big Daddy Kane, Lloyd Banks, Nas) включают его в список своих любимых исполнителей. В своем списке лучших 50-и MC всех времен Kool Moe Dee поставил «Гениуса» на 14 место, а MTV включило его в список Greatest MCs Of All Time.

### Техника речитатива
Kool G Rap наравне с Ракимом называют первым рэпером, использовавшим в своих треках новые, сложные формы речитатива, так как он практически не дышал во время исполнения куплета. Эту форму речитатива заимствовали многие современные рэперы — Eminem, Nas, Papoose и другие.
Наряду со Slick Rick и Notorious B.I.G. его называют лучшим рассказчиком. Rolling Stone утверждает, что альбом Live or Let Die во многом предопределил историю развития хип-хопа.
К изданной в 2009 году книге How to Rap: The Art & Science of the Hip-Hop MC Kool G Rap написал предисловие как один из мастеров рэпа.

### Содержимое треков
Kool G Rap является основателем жанра «мафиозо-рэп». На треке «Road to the Riches» (1989) он ссылается на персонажа Аль-Пачино в фильме «Лицо со шрамом». Позже жанр развился в работах рэперов Raekwon и Jay-Z.
Во всех альбомах рэпера есть треки, где он описывает криминальных авторитетов — начиная с вымышленных, как Тони Монтана, до реальных, как Sam Giancana.
Многие песни Уилсона описывали мрачную обстановку на улицах и гетто; во многом это повлияло на творчество рэпера Nas.

## Личная жизнь
Уилсон женат на Кэррин Стеффанс, у них есть сын, хотя у рэпера есть дети и от других женщин.

## Дискография

### С DJ Polo
- Road to the Riches (1989)
- Wanted: Dead or Alive (1990)
- Live and Let Die (1992)

### Сольные альбомы
- 4,5,6 (1995)
- Roots of Evil (1998)
- The Giancana Story (2005)
- Half a Klip (2008);
- Riches, Royalty, Respect (2011)[52]

### Компиляции
- Killer Kuts (1994)
- Rated XXX (1996)
- The Best of Cold Chillin' (2000)
- Greatest Hits (2002)
- Kool G Rap & Twinn Loco Present — I Live Hip Hop — The Mixtape (2010)

### Совместные альбомы
- Click of Respect совместно с The Five Family Click (2003)
- Legends Vol. 3 совместно с J-love Enterprise (2004)
- The Godfathers совместно с Necro (2012)
- TBA[53] совместно с The Alchemist (2012)

## Упоминания в работах
- Paul Edwards, foreword by Kool G Rap, 2009, How to Rap: The Art & Science of the Hip-Hop MC. Chicago Review Press.
- Kool Moe Dee, 2003, There’s A God On The Mic: The True 50 Greatest MCs, Thunder’s Mouth Press.
- Brian Coleman, 2007, Check The Technique: Liner Notes For Hip-Hop Junkies, Villard, Random House.
- Peter Shapiro, 2005, The Rough Guide To Hip-Hop, 2nd Edition, Penguin.
- William Jelani Cobb, 2007, To The Break Of Dawn: A Freestyle On The Hip Hop Aesthetic, NYU Press.
- Mickey Hess, 2007, Icons Of Hip Hop, Greenwood Publishing Group.